# Invitation à quitter le territoire français
Wikipédia ne donne pas de conseils juridiques. Le droit des étrangers évolue rapidement et certaines sources deviennent obsolètes.
Ne doit pas être confondu avec Obligation de quitter le territoire français.
 (octobre 2024).
Améliorez-le ou discutez des points à vérifier. 
L'invitation à quitter le territoire français (IQTF) est un acte administratif qui peut accompagner un refus de titre de séjour ou le retrait de titre de séjour opposé à la demande d'un étranger. 
Contrairement à l'obligation de quitter le territoire français (OQTF), qui est une décision administrative plus contraignante, l'IQTF n'a plus de fondement juridique précis dans le code de l’entrée et du séjour des étrangers et du droit d’asile (CESEDA), mais elle permet de mettre en œuvre l’article L. 411-2 du code qui dispose qu’« en cas de refus de délivrance ou de renouvellement de tout titre de séjour ou autorisation provisoire de séjour, l’étranger est tenu de quitter le territoire », et le paragraphe 2 de l’article 6 de la directive retour du 16 décembre 2008 qui prévoit que les ressortissants de pays tiers en séjour irrégulier sur le territoire d’un État membre et titulaire d’un titre de séjour valable par un autre État membre « sont tenus de se rendre immédiatement sur le territoire de cet autre État membre ».
Cette décision ne fait pas grief et n'est donc pas susceptible de recours,,.

## Avant 2007
La loi du 24 juillet 2006 relative à l'immigration et à l'intégration a créé l’obligation de quitter le territoire français en regroupant l’invitation à quitter le territoire français qui existait précédemment et l’arrêté préfectoral de reconduite à la frontière notifié par voie postale (« APRF postal »),,.